# Дмитриев, Дмитрий Германович
Дмитрий Германович Дмитриев (1967—2011) — российский гобоист, солист Академического симфонического оркестра Санкт-Петербургской филармонии, Лауреат Всероссийского конкурса.

## Биография
Дмитрий Дмитриев родился 31 октября 1967 года в Ленинграде в семье музыкантов. Вскоре начал заниматься на гобое в музыкальной школе-десятилетке при Ленинградской консерватории, а затем в музыкальном училище им. Римского-Корсакова у известного педагога Семёна Александровича Ильясова. Продолжил обучение в Ленинградском музыкальном училище им. Мусоргского у Заслуженного артиста РСФСР профессора Валерия Соболева. В 1990 окончил Академию музыки им. Гнесиных в Москве по классу гобоя у Заслуженного деятеля искусств РСФСР профессора И. Ф. Пушечникова. В 1987 был удостоен звания Лауреата I премии на Всероссийском конкурсе музыкантов-исполнителей в Ленинграде.
В 1987—1994 солист оркестра русских народных инструментов им. В. В. Андреева Ленинградского телевидения и радио, в 1992—1994 — Санкт-Петербургского симфонического оркестра «Классика», в 1994—1996 — симфонического оркестра Санкт-Петербургской капеллы, в 1996—2001 — Академического симфонического оркестра Санкт-Петербургской филармонии, с 2001 солист симфонических и камерных оркестров в Португалии.
Дмитрием Дмитриевым сделан ряд записей на Петербургском радио. В их числе Концеры для гобоя Т. Альбинони и Ф. Кроммера, «Пчёлка» Паскулли, а также произведения современных петербургских композиторов для гобоя и английского рожка.

## Награды и звания
- Лауреат I премии Всесоюзного конкурса музыкантов-исполнителей (Ленинград, 1987)